# Bank van Lening (Haarlem)
De Bank van Lening in Haarlem is een voormalige bank van lening, werd ook wel een lommerd genoemd. Het pand betreft een rijksmonument.

## Geschiedenis
De geschiedenis van het pand begint bij de bouw van het  Maria en Lazarusklooster in 1307 of 1308 en is gesticht door Willem, heer van Egmond (-1312). Het klooster was bedoeld voor de Lazaristen. Zij waren een geestelijke ridderorde. Zij combineerde net zoals de Jansorde de strijd voor het geloof met ziekenverzorging. Het klooster werd echter gesticht zonder het medeweten van de grootmeester van de Lazaristen waardoor het niet werd herkend. In 1311 besloot Willem het klooster en de bezittingen over te dragen aan het Jansklooster.
In de zestiende eeuw werd het voormalig klooster een bank van lening. Het gebouw is een rijksmonument. Van 2009 tot en met 2018 was het sterrenrestaurant ML in het pand gevestigd. Sinds 2019 is het restaurant Olivijn in het pand gevestigd.
Annaklooster · Begijnhof · Catharinaklooster · Cecilliaklooster · Claraklooster · Dominicanenklooster · Fraterhuis · Jansklooster · Maria en Lazarusklooster · Maria Magdalenaklooster · Margrietklooster · Mariaklooster · Michielsklooster · Norbertijnenklooster · Regulieren in de Waard · Ursulaklooster · Zijlklooster